# Музей финской архитектуры
Музей финской архитектуры (фин. Suomen arkkitehtuurimuseo) — архитектурный музей, расположенный в центре Хельсинки, Финляндия. Основан в 1956 году и является вторым старейшим в своем роде музеем архитектуры (после Москвы). Музей организовывает выставки в Финляндии и за рубежом. Его деятельность включает в себя поддержание собственного архива и библиотеки, а также предоставление научно-исследовательских, издательских и информационных услуг.

## История
Музей был создан на базе фотографической коллекции Финской ассоциации архитекторов (SAFA), созданной в 1949 году. Здание музея было спроектировано архитектором Магнусом Шерфбеком в стиле неоренессанса. Строительство было завершено в 1899 году. Первоначально дом использовался для размещения научных организаций и учреждений университета. Музей переехал в это здание в 1981 году, до этого он располагался в здании бывшего деревянного павильона в Кайвопуйсто.
В 1984 году был проведён конкурс на лучший дизайн нового корпуса, который должен был располагаться в промежутке между двумя другими зданиями музея, таким образом связывая их вместе в одном учреждении. Победителями конкурса стали финские архитекторы Пекка Хелин и Туомо Сиитонен, но проект вскоре был заброшен из-за логистики и проблем финансирования. Здание музея в настоящее время принадлежит государству Финляндии через Свойства Сената.

## Музей
В музее представлены большие коллекции рисунков, фотографий и архитектурных моделей, приобретённых в основном за счет пожертвований. Коллекция фотографий включает в себя около 85 000 изображений начиная со средневековой архитектуры и заканчивая архитектурой 1980-х годов. На первом этаже находятся кассы, книжный магазин и библиотека. На втором расположены временные выставки, на третьем — постоянная экспозиция, архив и администрация музея.
Музей способствует продвижению современной архитектуры в Финляндии, постоянно организовывая выставки, экскурсии, лекции и семинары, посвященные финской и иностранной архитектуре. В любой момент времени в музее одновременно проходят две выставки. На выставках представлены работы известных архитекторов, победителей архитектурных конкурсов и т. д.

Галерея
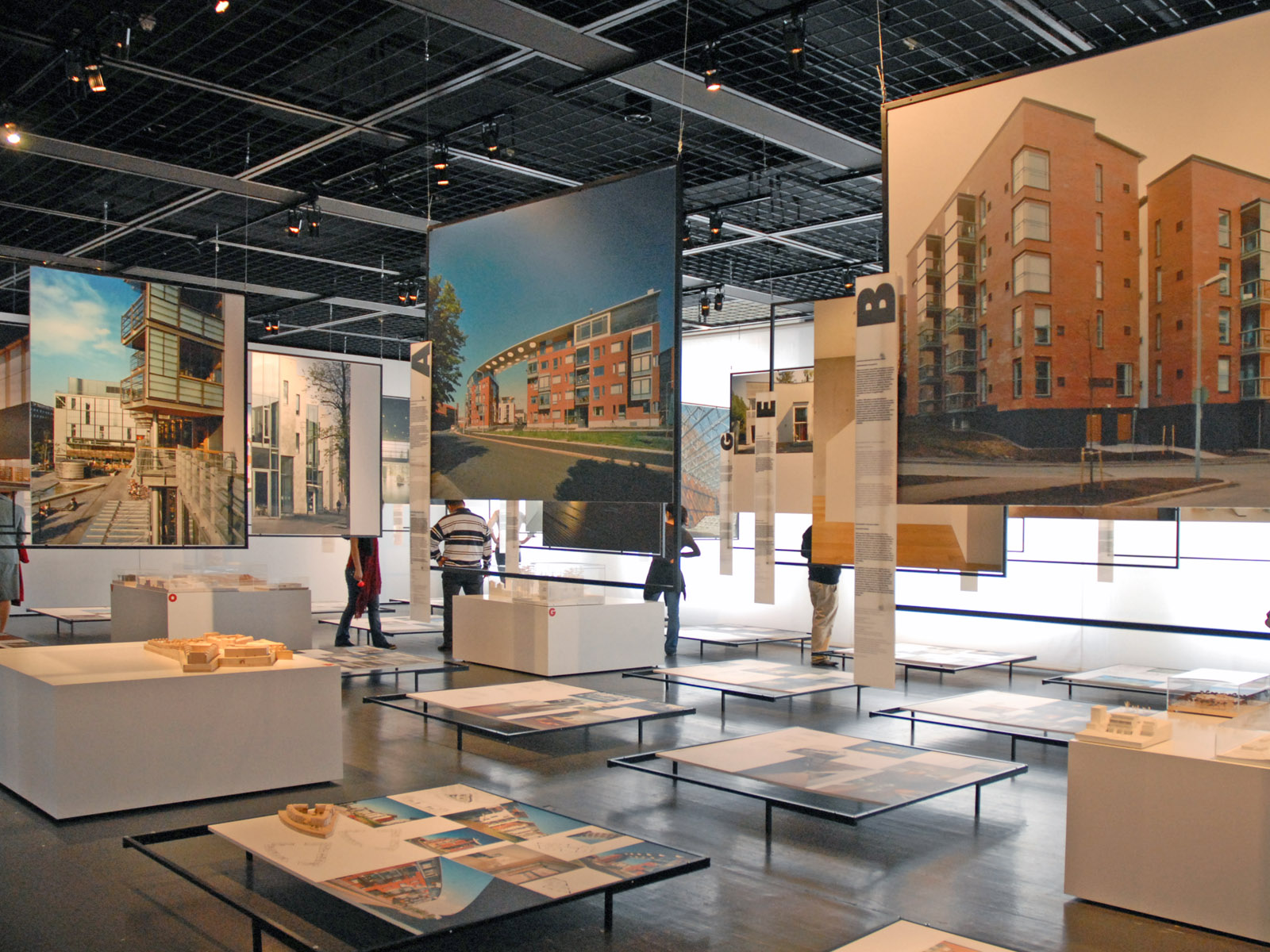
Выставочный зал современных архитектурных достижений
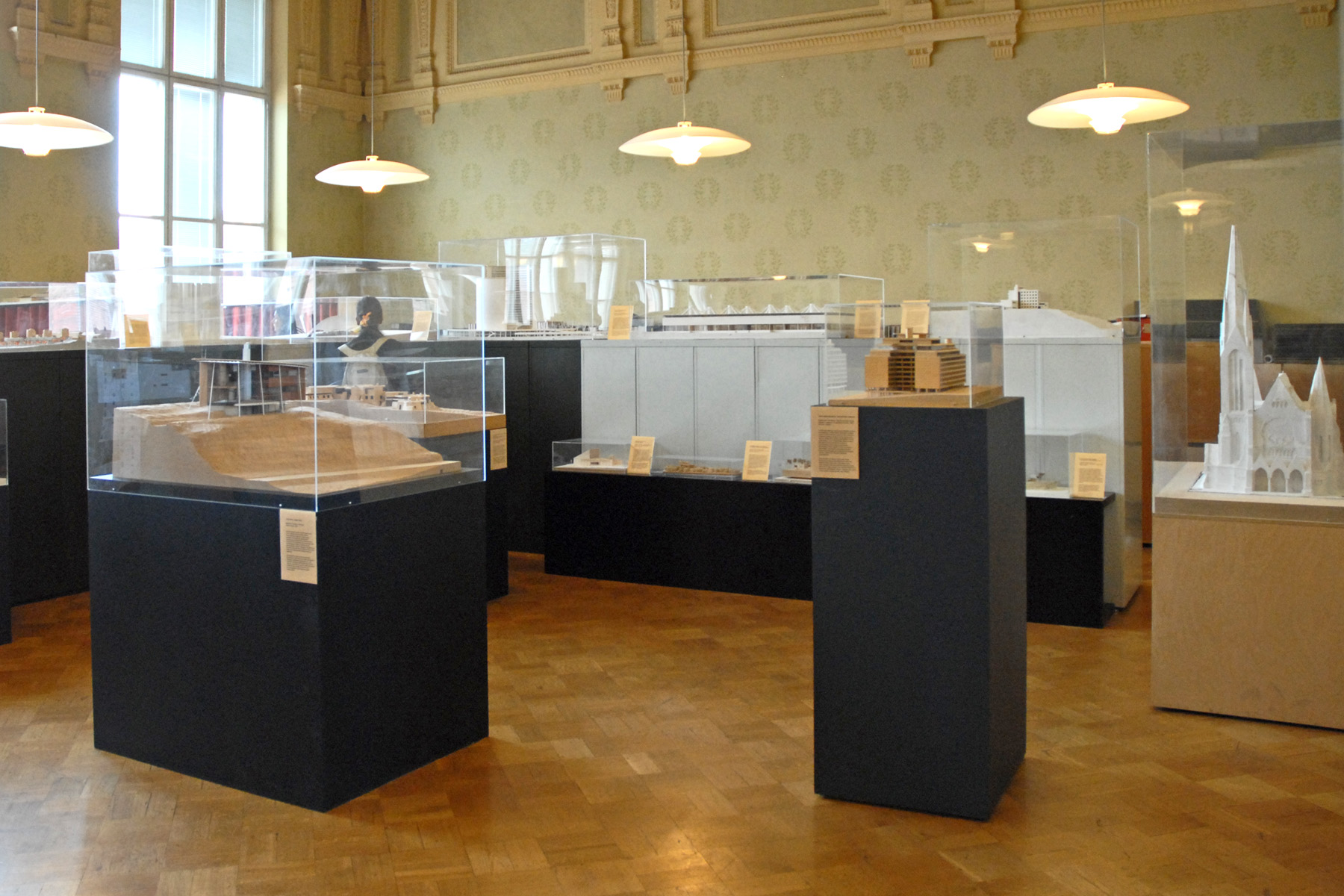
Интерьер музея
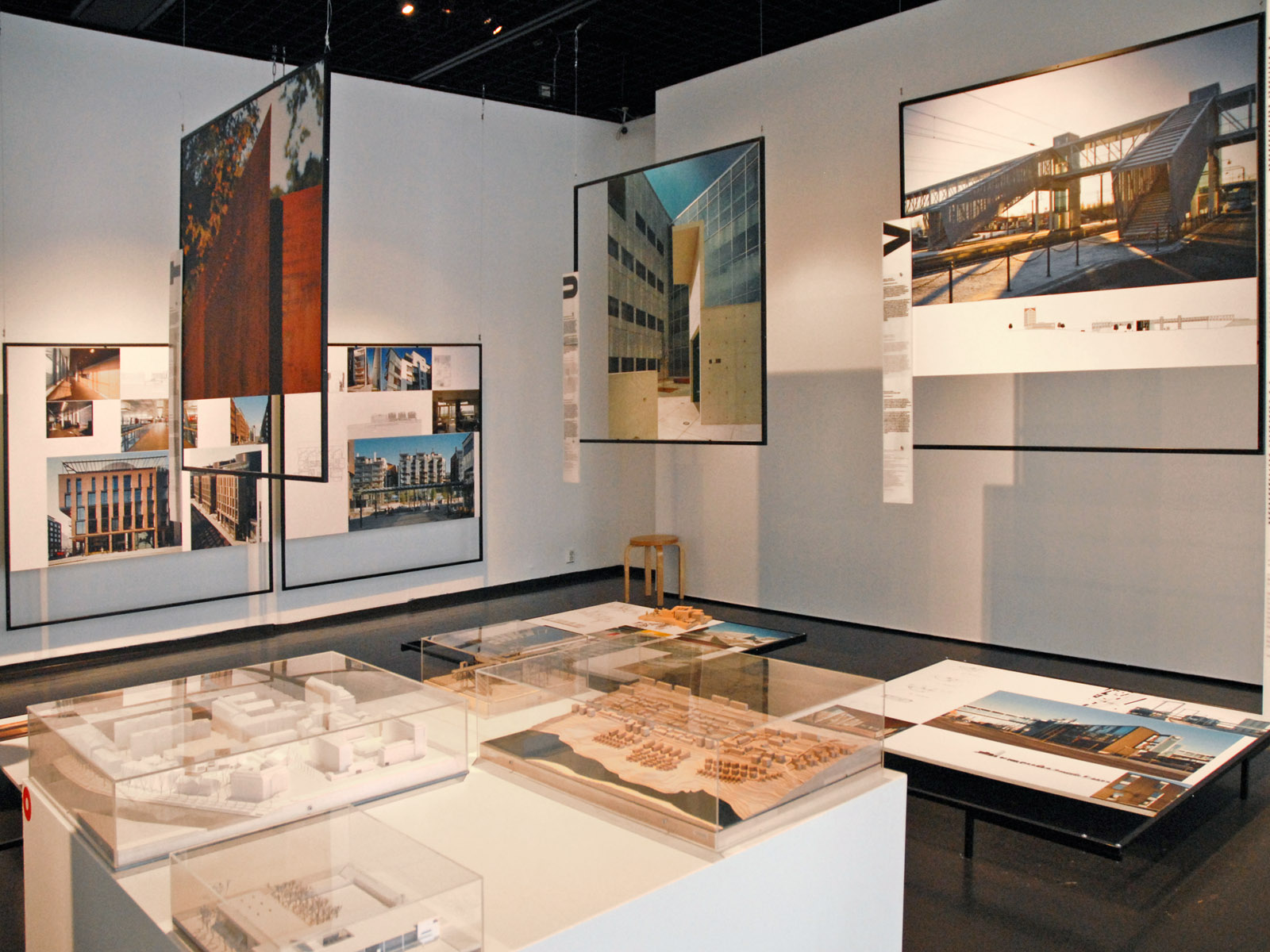
Выставочный зал современных архитектурных достижений